# Журавлівська сільська рада (Барський район)
Журавлі́вська сільська́ ра́да — адміністративно-територіальна одиниця та орган місцевого самоврядування в Барському районі Вінницької області. Адміністративний центр — село Журавлівка.

## Загальні відомості
- Територія ради: 57,4 км²
- Населення ради: 1 749 осіб (станом на 2001 рік)

## Населені пункти
Сільраді були підпорядковані населені пункти:
- с. Журавлівка
- с. Буцні
- с. Лядова
- с. Пилипи
- с. Сеферівка

## Склад ради
Рада складалася з 16 депутатів та голови.
- Голова ради: Долинний Василь Олександрович
- Секретар ради: Байда Валентина Петрівна

### Керівний склад попередніх скликань
| Прізвище, ім'я, по батькові   | Основні відомості                                                         | Дата обрання | Дата звільнення |
| ----------------------------- | ------------------------------------------------------------------------- | ------------ | --------------- |
| Долинний Василь Олександрович | Сільський голова, 1961 року народження, освіта вища, безпартійний         | 26.03.2006   | 31.10.2010      |
| Долинний Василь Олександрович | Сільський голова, 1961 року народження, освіта вища, член Партії регіонів | 31.10.2010   |                 |

Примітка: таблиця складена за даними сайту Верховної Ради України

### Депутати
За результатами місцевих виборів 2010 року депутатами ради стали:

#### За суб'єктами висування
| Суб'єкт висування           | Кількість обраних депутатів | %    |
| --------------------------- | --------------------------- | ---- |
| Партія регіонів             | 9                           | 56,3 |
| Самовисування               | 6                           | 37,5 |
| Комуністична партія України | 1                           | 6,3  |

#### За округами
| № округу                    | Прізвище, ім'я, по батькові    | Дата визнання обраним | Освіта  | Партійна приналежність            | Відомості про обраного депутата                     |
| --------------------------- | ------------------------------ | --------------------- | ------- | --------------------------------- | --------------------------------------------------- |
| Комуністична партія України |                                |                       |         |                                   |                                                     |
| 10                          | Подельнюк Світлана Юріївна     | 01.11.2010            | середня | член Комуністичної партії України | пенсіонер                                           |
| Партія регіонів             |                                |                       |         |                                   |                                                     |
| 1                           | Байда Валентина Петрівна       | 01.11.2010            | середня | позапартійна                      | Журавлівська сільська рада, секретар сільської ради |
| 2                           | Рахівська Людмила Павлівна     | 01.11.2010            | вища    | позапартійна                      | тимчасово не працює                                 |
| 3                           | Копач Зіна Володимирівна       | 01.11.2010            | середня | член Партії регіонів              | тимчасово не працює                                 |
| 4                           | Байда Володимир Олександрович  | 01.11.2010            | вища    | позапартійний                     | Журавлівська загальноосвітня школа, вчитель         |
| 7                           | Маліцький Леонід Юрійович      | 01.11.2010            | вища    | позапартійний                     | Журавлівська загальноосвітня школа, директор        |
| 8                           | Богданюк Інна Павлівна         | 01.11.2010            | середня | позапартійна                      | Журавлівська сільська рада, бухгалтер               |
| 9                           | Щебетюк Анатолій Миколайович   | 01.11.2010            | середня | позапартійний                     | Журавлівській будинок культури, директор СБК        |
| 13                          | Камінська Оксана Борисівна     | 01.11.2010            | середня | позапартійна                      | СБК Буцнівський, зав.клубом                         |
| 14                          | Мазуренко Наталія Миколаївна   | 01.11.2010            | середня | позапартійна                      | тимчасово не працює                                 |
| Самовисування               |                                |                       |         |                                   |                                                     |
| 5                           | Бура Надія Станіславівна       | 01.11.2010            | середня | позапартійна                      | Журавлівській дитсадок, завідувачка                 |
| 6                           | Данилюк Василь Іванович        | 01.11.2010            | середня | позапартійний                     | ТОВ"Краєвид-Поділля", тракторист                    |
| 11                          | Бикалюк Володимир Григорович   | 01.11.2010            | середня | член Партії регіонів              | тимчасово не працює                                 |
| 12                          | Трачук Володимир Олександрович | 01.11.2010            | середня | позапартійний                     | Сеферівська загальноосвітня школа, комірник         |
| 15                          | Ліщина Олександр Васильович    | 15.11.2010            | середня | позапартійний                     | тимчасово не працює                                 |
| 16                          | Матковський Василь Іванович    | 24.01.2011            | середня | позапартійний                     | тимчасово не працює                                 |

## Історія
На 1946 Чемерисо-Волоська сільська рада з центром в селі Чемериси Волоські.
7 червня 1946 село Чемериси Волоські перейменовано на Журавлівку, а сільська рада на Журавлівську.